# Торіаніт

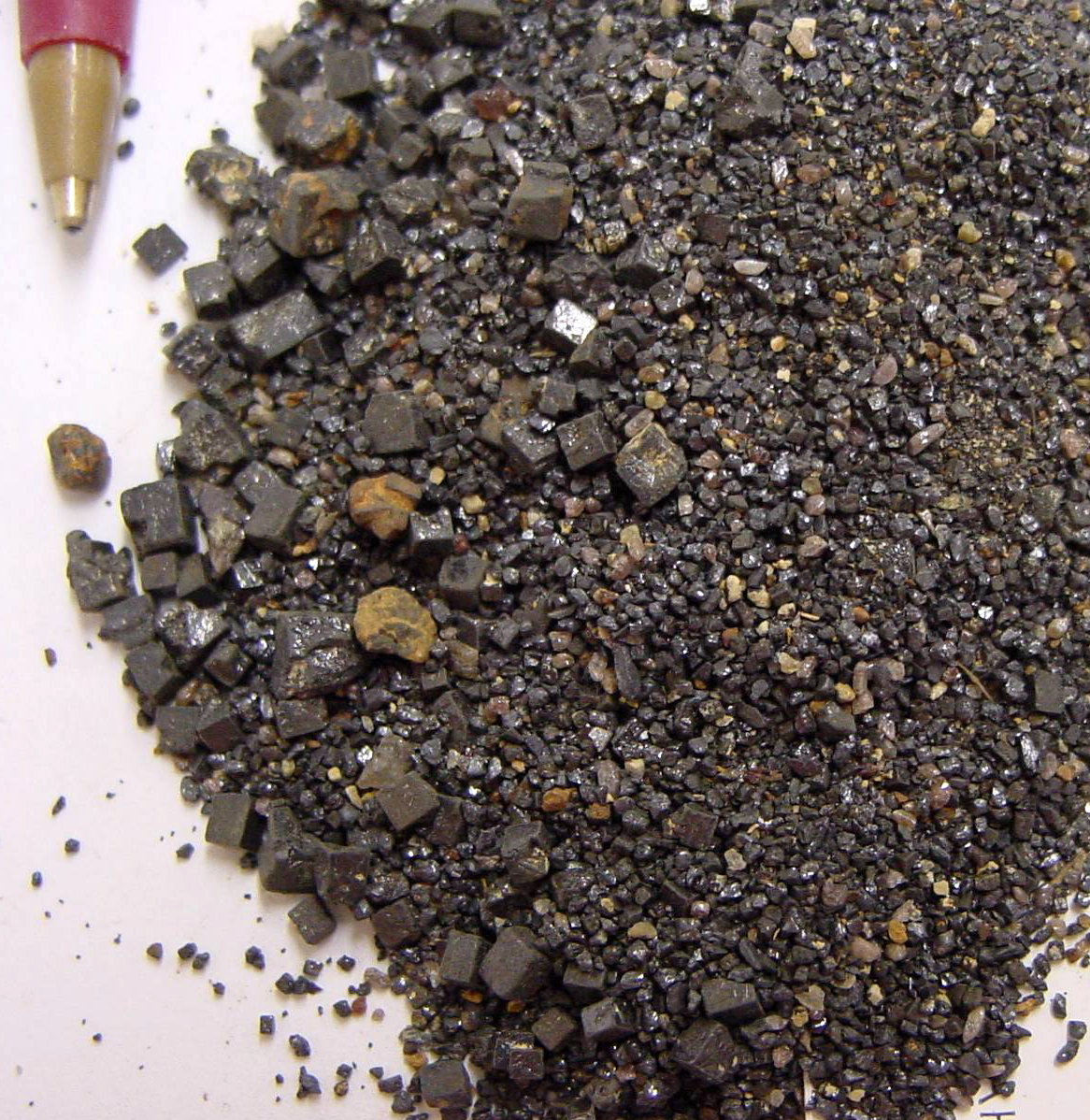
Торіаніт

Торіаніт (рос. торианит; англ. thorianite; нім. Torianit m) — мінерал класу оксидів, діоксид торію і урану координаційної будови.
Названий за хімічним елементом який містить (W.R.Dunstan, 1904).

## Опис
Хімічна формула: ThO2 (де торій заміщається U i Ce) або (Th, U)О2. Утворює безперервний ізоморфний ряд з уранінітом. Містить 5-32 % UО2. При співвідношенні ThO2:UО2 =1:1 мінерал називається уранторіанітом. Торіаніт містить домішки рідкісноземельних елементів церієвої групи, Fe, He, а також неструктурні домішки радіогенного Pb, Zr, Se. Склад у % (з о. Шрі-Ланка): ThO2 — 76,22; U3O8 — 12,33. Сингонія кубічна. Гексоктаедричний вид. Структура типу флюориту. Кристали форми куба і октаедра, розміром від часток мм до 3-5 см, як правило скруглені. Часті двійники проростання. Густина 8,9-9,9. Твердість 6,5-7,5. Колір чорний, темно-сірий, при вивітрюванні бурий або жовтувато-бурий. В тонких уламках просвічує червоно-бурим кольором. Риса чорна, сірувато-чорна, до зеленувато-сірої. Блиск смолистий до напівметалічного. Спайність незавершена. Злом нерівний. Крихкий. Сильно радіоактивний. Добре розчиняється в HNO3 та H2SO4 з виділенням гелію.

## Поширення
Зустрічається в пегматитах, в карбонатитах, в метаморфізованих вапняках. Добувається головним чином з розсипів спільно з цирконієм, ільменітом, торитом. Руда торію. Рідкісний. Знахідки: Забайкалля (Росія), Істон, шт. Пенсільванія (США), Бетанімена, о. Мадагаскар, пров. Квебек (Канада), розсипи в Шрі-Ланці, Палабора, Трансвааль (ПАР).

## Різновиди
Розрізняють:
- торіаніт кальціїстий (різновид торіаніту, з нефелінових сієнітів Сибіру, який містить до 7 % СаО),
- торіаніт скандіїстий (різновид торіаніту, який містить до 0,46 % Sc2О3),
- торіаніт уранистий (різновид торіаніту, який містить 5-14 % UO2); α-торіаніт (зайва назва торіаніту).